# 김현중 (농구인)
김현중(1981년 6월 11일~)은 대한민국의 전직 12년차 농구 선수였던 이였었고, 2016년 3월에 은퇴했다.

## 선수 경력
2004년 KBL 드래프트 전체 11순위(2라운드 1순위)로써, 대구 오리온스에 지명되었다.
이후 2005년 창원 LG 세이커스로 이적한 뒤, 2006년 상무에 입대하였다. 이후 2년뒤인 2008년에 제대하였다.
2008-09 시즌엔 유재학 감독이 이끄는 울산 모비스 피버스 팀에 1년간 임대되었다. 그러나 시즌 중 부산 KTF 매직윙스와의 경기에서 발목 부상을 당해 수술이 결정되어, 시즌을 마감해야 했다. 울산 모비스 피버스는 2008-09 시즌 정규 리그 우승을 차지했지만, 챔피언 우승은 하지 못했다.
2009-10 시즌엔 팀 동료 이창수 등과 아울러 함께, 창원 LG 세이커스로 복귀했다.
2011-12 시즌 창원 LG 세이커스와 FA 재계약을 했으며 2011-12 시즌 도중 김승현과의 트레이드 무산파동으로 인해 시즌이 끝나고 난 후 오용준과 함께 2:2 트레이드로 부산 KT 소닉붐으로 이적했다.
2013-14 시즌 김종범과 함께 원주 동부 프로미로 이적했으며 2015-16시즌이 끝난 후 은퇴했다.
현재 《퀀텀농구교실》에서 〈코치〉로 재직중이기도 하다.

## 클럽 경력
- 2004년 ~ 2005년 대구 오리온스
- 2005년 ~ 2006년 창원 LG 세이커스
- 2008년 ~ 2009년 울산 모비스 피버스
- 2009년 ~ 2012년 창원 LG 세이커스
- 2012년 ~ 2014년 부산 KT 소닉붐
- 2014년 ~ 2016년 원주 동부 프로미